# Hann (Alone)
Hann (Alone) è il secondo singolo del gruppo musicale sudcoreano (G)I-dle, pubblicato il 14 agosto 2018 dalla Cube Entertainment.

## Descrizione
La canzone venne pubblicata come singolo digitale il 14 agosto 2018, attraverso diversi portali musicali, tra cui MelOn e iTunes.

## Composizione
La canzone venne scritta dal membro So-yeon, che ha co-prodotto la canzone con Yummy Tone.

## Critica
Billboard descrisse la canzone come una canzone dance pop "strisciante" costruita su corde sottili, che riecheggiano armonie e percussioni vivaci e metalliche. I testi parlano di cercare di dimenticare un amante del passato.

## Successo commerciale
Hann debuttò al numero 14 della Gaon Digital Chart nella settimana che si concluse il 18 agosto e raggiunse il numero 8 la settimana successiva. Debuttò anche al numero 20 sulla Billboard Kpop Hot 100 in Corea alla settimana terminata il 19 agosto e raggiunse il numero 10 nella sua quarta settimana.
Inoltre debuttò al numero 2 della Billboard World Digital Songs americane, con oltre 1 000 copie vendute e un nuovo numero sul grafico.
La canzone si posizionò al numero 23 per il mese di agosto 2018.
Hann si classificò 77 su Bugs 2018 Year End Top 100 e si posizionò al terzo posto nelle 20 migliori canzoni K-pop di Dazed del 2018.

## Video musicale
Il video musicale venne pubblicato insieme al singolo il 14 agosto. Entro le 12 ore dalla pubblicazione, il video superò le 2 milioni di visualizzazioni su YouTube.

## Classifiche
| Classifica (2018) | Posizione massima |
| ----------------- | ----------------- |
| Corea del Sud     | 8                 |
| Singapore         | 24                |

## Riconoscimenti
- Circle Chart Music Award
  - 2019 – Candidatura Song of the Year – agosto

### Premi dei programmi musicali
- Show Champion
  - 29 agosto 2018[15]
- The Show
  - 4 settembre 2018[16]
- M Countdown
  - 6 settembre 2018[17]